# 1967年太平洋颱風季
| 太平洋颱風季             |
| 主題頁 - 專題 - 編輯指南 |

1967年太平洋颱風季泛指在1967年全年內的任何時間，於赤道以北及國際換日線以西的太平洋水域，以及南中國海所產生的熱帶氣旋。雖然有關方面並沒有設下本颱風季的指定期限，但大部份於西北太平洋的熱帶氣旋通常都會於五月至十二月期間形成。
本條目的範圍僅侷限於赤道以北及國際換日線以西的太平洋及南海的水域。於赤道以北及國際換日線以東的太平洋水域產生的風暴則被稱為颶風，並被列入1967年太平洋颶風季。在西太平洋產生的熱帶風暴是由聯合颱風警報中心命名，國際編號為67xx。而凡進入或產生於菲律賓風暴責任範圍以內的熱帶低氣壓，菲律賓大氣地理天文部門 (PAGASA) 都會為它們訂立一個菲律賓名稱，作當地警報用途；因此同一個風暴有時候會有兩個不同的名稱。
以下各熱帶氣旋資訊以熱帶氣旋存在期間的最強形態為準。

## 已被國際命名的熱帶氣旋
在1967年，有40個熱帶低氣壓形成，其中35個成為了熱帶風暴。20個成為了颱風。5個更成為了超級颱風。

### 熱帶風暴露比（Ruby）
PAGASA: Auring 

### 颱風莎莉（Sally）
PAGASA:Bebeng

### 颱風維奧莉（Violet）
PAGASA:Karing

### 熱帶風暴葦黛（Wilda）
PAGASA:Diding

### 颱風安妮黛（Anita）
PAGASA:Gening
- 香港懸掛之最高热带气旋警告信号: 六號風球
- 最接近当地时间:1967年6月27日早上6时至9时
- 最接近当地距离及方向:香港约30公里
- 澳門懸掛之最高热带气旋警告信号：  六號風球
- 风暴中心与澳门之最近距离：澳门约80公里

### 颱風比麗（Billie）
PAGASA:Herming

### 颱風嘉麗（Clara）
PAGASA:Ising

### 熱帶風暴法蘭（Fran）
PAGASA:Luding

### 熱帶風暴喬治亞（Georgia）
PAGASA:Mameng

### 熱帶風暴荷貝（Hope）
PAGASA:Neneng

### 熱帶風暴鍾茵（Joan）
PAGASA:Pepang

### 颱風姬蒂（Kate）
- 香港懸掛之最高热带气旋警告信号： 七號風球 /  八號風球
- 最接近当地时间：1967年8月21日晚上11时至凌晨3时
- 最接近当地距离及方向：香港约60公里
- 澳門懸掛之最高热带气旋警告信号： 九號風球
- 风暴中心与澳门之最近距离：澳门约40公里

8月16日，一個熱帶低氣壓在菲律賓以東海面形成，並往西北移動。在抵達呂宋前後，該系統改往正西行，增強成熱帶風暴姬蒂。它趨近東沙群島以南海面時，再次轉往西北移動，並增強為颱風。姬蒂隨後在廣東省西部沿海登陸，然後於8月24日在內陸消散。天文台在8月20日4時20分懸掛一號戒備信號，並在同日7時30分改掛三號強風信號。隨著姬蒂接近香港，天文台在8月21日11時40分及17時25分，分別改掛七號（今八號東北）、及八號（今八號東南）烈風信號。因應姬蒂登陸，天文台在8月22日2時25分改掛三號信號，9時45分除下所有信號，所有時間均為夏令時間。

### 颱風瑪琪（Marge）
PAGASA:Rosing

### 颱風娜拉（Nora）
PAGASA:Sisang

### 超級颱風嘉娜（Carla）
PAGASA:Trining
嘉娜是該年西太平洋最強熱帶氣旋。嘉娜在10月15日經過菲律賓海時成為一個超級颱風，然後在靠近菲律賓時進入減弱階段，其環流周圍為當地降下暴雨。碧瑤市在10月17日至18日之間的24小時內，錄得多達1,216毫米的降雨量，不過嘉娜在臺灣的降雨量更為誇張，在10月17日至19日的48小時內，臺灣的降雨量為高達2,749毫米。皇家香港天文台在10月17日9時45分除下強烈季候風信號，直接懸掛三號強風信號。隨著嘉娜接近香港，天文台在10月18日23時15分，改掛七號（今八號東北）烈風信號。因應露娜登陸雷州半島一帶，天文台在10月19日12時20分改掛三號信號，10月20日6時10分除下所有信號，所有時間均為夏令時間。

### 颱風戴娜（Dinah）
PAGASA:Uring

### 超級颱風愛瑪（Emma）
PAGASA:Welming

### 颱風法妮黛（Freda）
PAGASA:Yayang

### 超級颱風吉達（Gilda）
PAGASA:Ading

### 熱帶風暴艾菲（Ivy）
PAGASA:Barang

## 熱帶氣旋名單
| - Agnes - Bess - Carmen - Della - Elaine - Faye - Gloria - Hester - Irma - Judy - Kit - Lola - Mamie - Nina - Ora - Phyllis - Rita - Susan - Tess - Viola - Winnie | - Alice - Betty - Cora - Doris - Elsie - Flossie - Grace - Helen - Ida - June - Kathy - Lorna - Marie - Nancy - Olga - Pamela - Ruby 1W - Sally 2W - Therese 3W - Violet 4W - Wilda 5W | - Anita 6W - Billie 7W - Clara 8W - Dot 9W - Ellen 10W - Fran 11W - Georgia 12W - Hope 13W - Iris 14W - Joan 15W - Kate 16W - Louise 17W - Marge 18W - Nora 19W - Opal 20W - Patsy 21W - Ruth 22W - Sarah 23W - Thelma 24W - Vera 25W - Wanda 26W | - Amy 27W - Babe 28W - Carla 29W - Dinah 30W - Emma 31W - Freda 32W - Gilda 33W - Harriet 34W - Ivy 35W - Jean - Kim - Lucy - Mary - Nadine - Olive - Polly - Rose - Shirley - Trix - Virginia - Wendy |